# Santa Monica (Savage Garden)
Santa Monica è un singolo del gruppo musicale australiano Savage Garden, pubblicato nel 1998 in Giappone ed estratto dal loro eponimo album Savage Garden.

## Tracce
1. Santa Monica (album version) – 3:37
2. Santa Monica (Bittersweet Mix) – 5:00
3. Santa Monica (live at the Hard Rock Cafe) – 3:42

## Formazione
- Darren Hayes
- Daniel Jones